# Hofmark Kissing

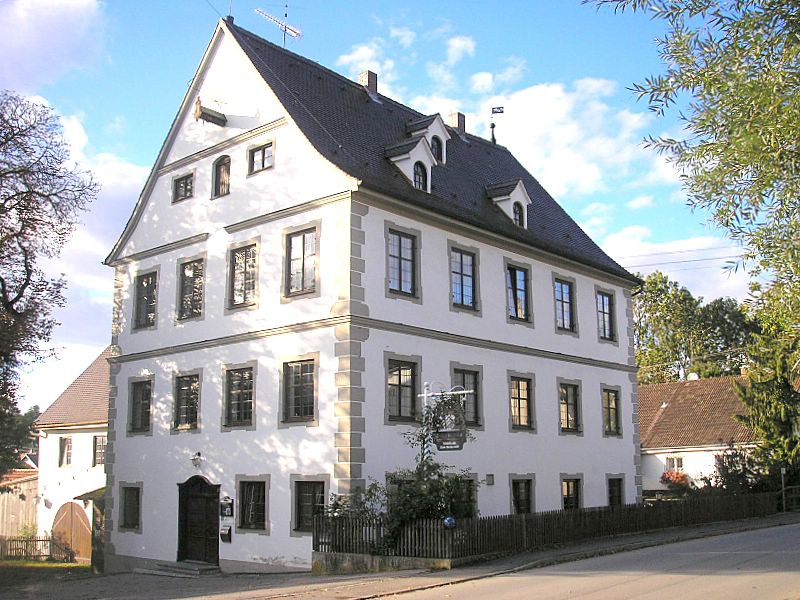
Schloss Kissing

Die Hofmark Kissing war eine Hofmark mit Sitz auf Schloss Kissing in Kissing, einer Gemeinde im schwäbischen Landkreis Aichach-Friedberg in Bayern.
Die Herrschaft Kissing war seit dem Hochmittelalter im Besitz der Bischöfe von Augsburg und blieb, nachdem der Herzog von Bayern im Jahr 1571 seine Landeshoheit über Kissing durchsetzen konnte, weiterhin bayerische Hofmark. 
Wegen fortwährender Konflikte mit dem neuen Landesherrn verkaufte Fürstbischof Heinrich von Knöringen im Jahr 1602 seinen gesamten Besitz in Kissing für 42.500 Gulden an das Augsburger Jesuitenkolleg St. Salvator. In einem erhaltenen Urbar (Verzeichnis) wurde der Besitzstand bei der Übergabe an die Jesuiten dokumentiert. Jedes Haus, jede Wiese, jedes Waldstück sowie sämtliche Rechte und Einkünfte sind darin aufgeführt.
Das Jesuitenkolleg St. Salvator legte mit dem Kauf der Hofmark Kissing den Grund zu seinem Wirtschaftsbetrieb, der in den folgenden Jahren durch den Ankauf weiterer Liegenschaften, darunter das Gut Mergenthau, erweitert wurde. Nach der Aufhebung des Jesuitenordens im Jahr 1773 ging der Besitz an die städtische Studienstiftung über, die das Fortbestehen des katholischen Gymnasiums in der Stadt sicherte. 
Die Pfarrkirche St. Stephan und das Hofmarksschloss erhielten unter den Jesuiten ihre heutige Gestalt. Das Schloss Mergenthau und die Burgstallkapelle in Kissing wurden von ihnen erbaut.